# Nerocila japonica
Nerocila japonica är en kräftdjursart som beskrevs av Schioedte och Frederik Vilhelm August Meinert 1881. Nerocila japonica ingår i släktet Nerocila och familjen Cymothoidae. Inga underarter finns listade i Catalogue of Life.